# 한국퀼트페스티벌
한국퀼트페스티벌(영문명 Quilt Festival in Korea)은 대한민국에서 유일한 퀼트 전문 박람회로, 퀼트의 다양성과 저변 확대를 취지로 2010년부터 개최되고 있다. 국내와 해외의 퀼트 작가를 초청하여 퀼트 전시를 선보이고, 국내에서 유일한 퀼트 공모전을 통해 새로운 작가를 발굴하며, 기업과의 협력을 통해 취미 산업의 활성화에도 기여한다.
사단법인 한국퀼트연합에서 주최하던 행사였으나 주관이었던 한국퀼트페스티벌 운영위원회를 독립 법인으로 설립하여 2020년부터는 (주)한국퀼트페스티벌이 주최한다.

## 연혁

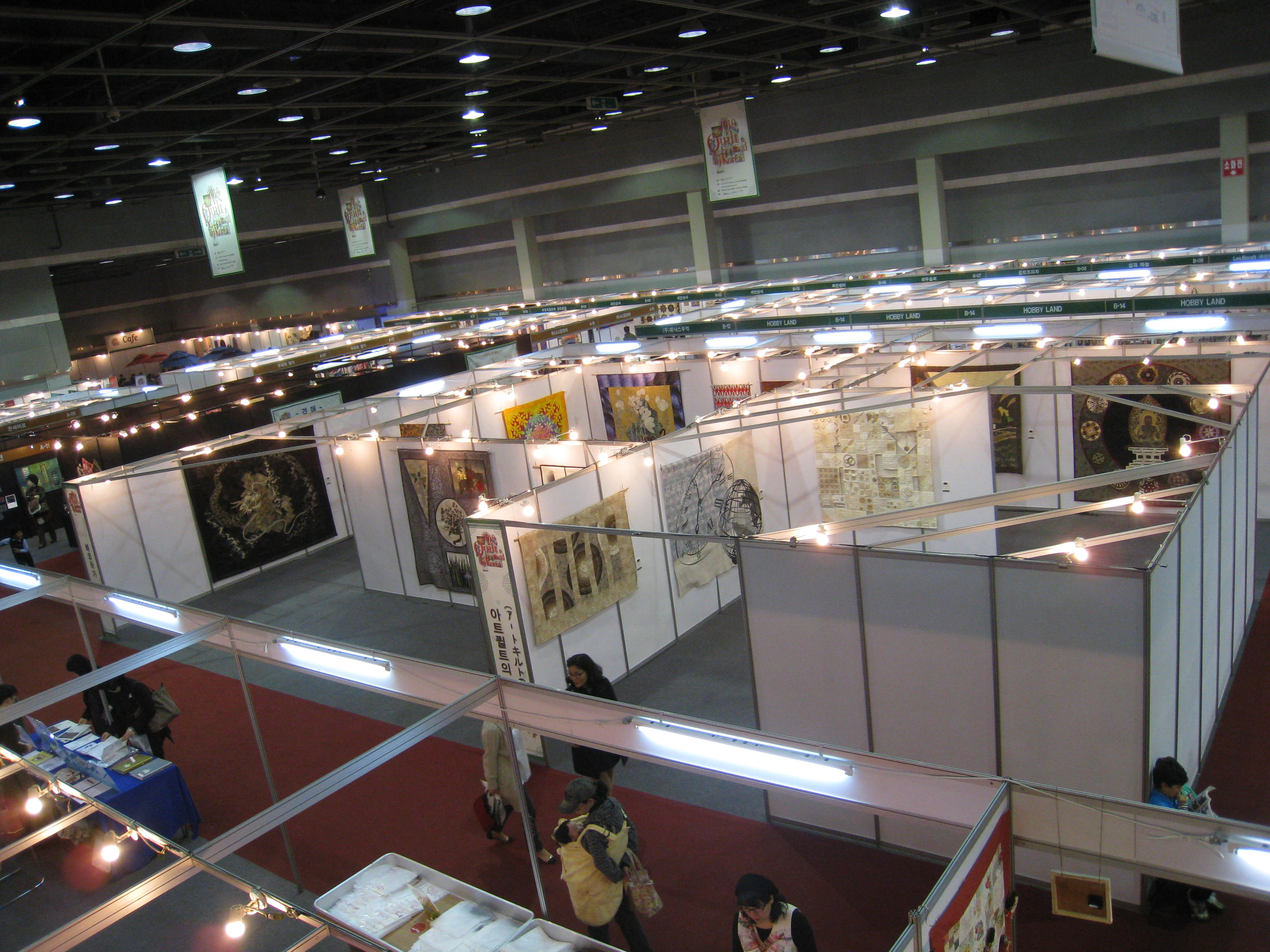
2010 한국퀼트페스티벌

### 제 1회 한국퀼트페스티벌 | 2010년 3월 4일~6일 @ aT 센터(서울)
- 특별전시: 제2회 CQA 회원전, 제7회 한국아트퀼트전, 웨어러블퀼트 패션쇼, 해외작가 초대전(단체)

### 제 2회 한국퀼트페스티벌 | 2011년 3월 31일~4월 2일 @ aT 센터(서울)
- 초대작가: 김미연, 왕경애, 이미영, 김관주, 조보경, 윤지순, 박은경
- 특별전시: 제3회 CQA 회원전, 웨어러블퀼트 패션쇼, 해외작가 초대전(단체), Equation of Quilt(Washino Mieko Quilt Group), Kaffe Fassett 특별전, 일본머신퀼트작가전
챌린지 퀼트(일본, 프랑스, 남아공), 러시아퀼트 특별전

### 제 3회 한국퀼트페스티벌 | 2012년 3월 29일~31일 @ aT 센터(서울)
- 초대작가: 권재희, 김정순, 모녀(타카코 이시나미+카츠미 이시나미)전(일본), Jenny Bowker(호주), Barbara Lee Smith(미국)
- 특별전시: 제4회 CQA 회원전, 브라더퀼트공모전 수상작 특별전, 웨어러블퀼트 패션쇼, The River Crossing Our Borders

### 제 4회 한국퀼트페스티벌 | 2013년 4월 4일~6일 @ aT 센터(서울)
- 초대작가: 김윤선, 정정숙, 최은영, 김수미(호주), 이지선(미국), Judith Mundwiler(스위스), 스즈코 고세키(일본)
- 특별전시: 제5회 CQA 회원전, 제9회 한국아트퀼트전, 웨어러블퀼트 패션쇼, 챌린지 퀼트(한국, 일본, 프랑스), 태국작가초대전, 대만작가초대전, 시마노 퀼트멤버스(일본)

### 제 5회 한국퀼트페스티벌 | 2014년 3월 27일~29일 @ aT 센터(서울)
- 초대작가: 김혜숙, 장혜옥, 김재은, 윤지순(추모전), Rami Kim(미국), Jutta Hellback(독일)
- 특별전시: 제6회 CQA 회원전, 제 10회 한국아트퀼트전, 웨어러블퀼트 패션쇼, 트래디셔널퀼트특별전

### 제 6회 한국퀼트페스티벌 | 2015년 3월 22일~24일 @ aT 센터(서울)
- 초대작가: 김미식, 조보경
- 특별전시: 제7회 CQA 회원전, 제11회 한국아트퀼트전, 웨어러블퀼트 패션쇼, 트래디셔널퀼트특별전, EPM 국제콩쿠르 수상작
- 공모전: 대상 - Refresh(한혜숙) | 최우수상 - 정원의 산책(윤지영), 행복한 여행(선우능애), One Thai Heart(Jutinan Paisansathan)

### 제 7회 한국퀼트페스티벌 | 2016년 3월 20일~22일 @ aT 센터(서울)
- 초대작가: 장미선, 장미경, 金媛善(중국)
- 특별전시: 웨어러블퀼트 패션쇼, 트래디셔널퀼트특별전, 나의 아틀리에, 바운스바운스코리아, 제8회 CQA 회원전, 제12회 한국아트퀼트전
- 공모전: 최우수상 - 빗방울 랩소디(조현화)

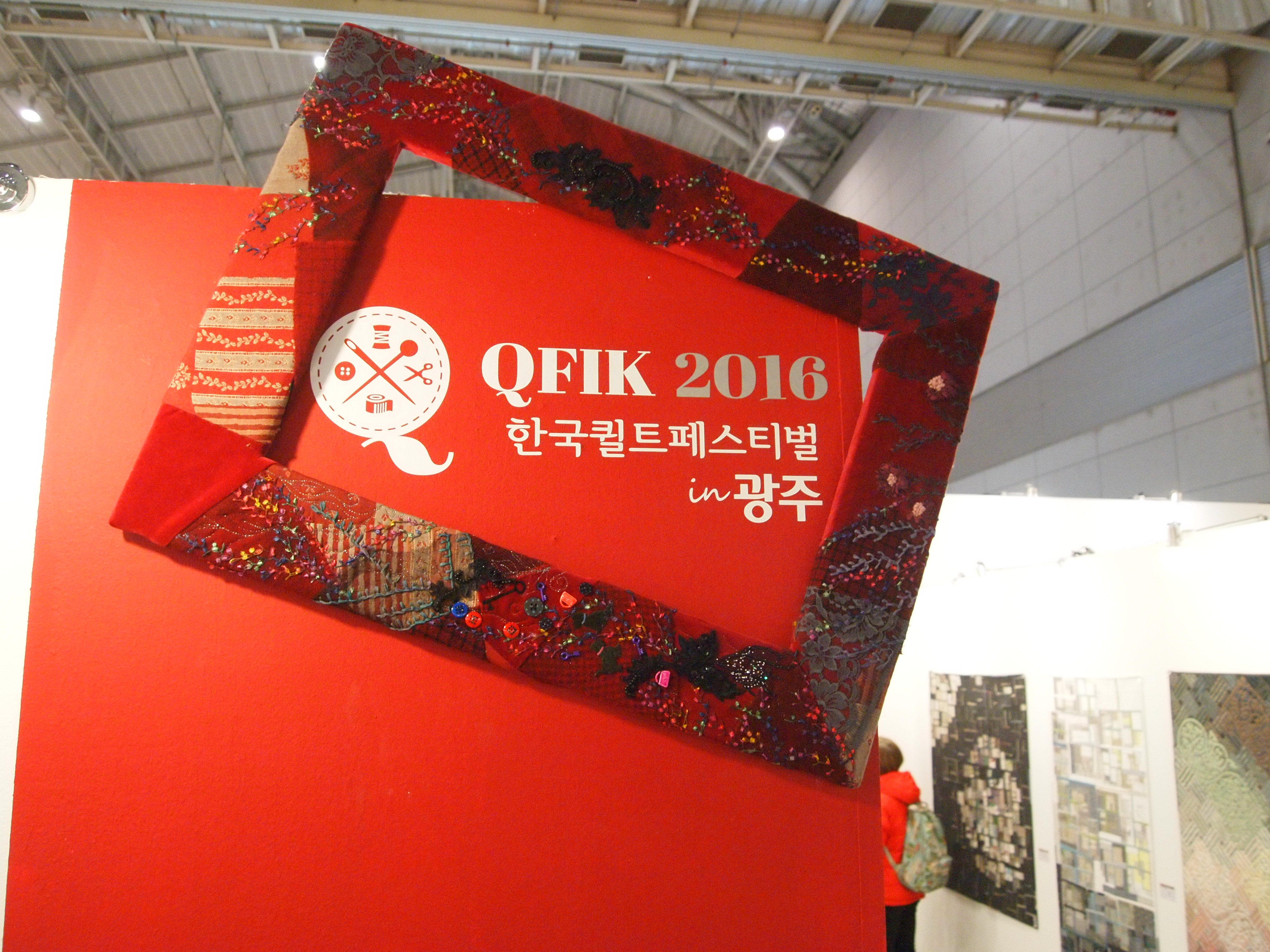
2016 QFik in 광주

### 제 8회 한국퀼트페스티벌 | 2017년 4월 23일~25일 @ aT 센터(서울)
- 초대작가: 최은령, Rachel Covo(이스라엘), Denise Labadie(미국), Trudy Kleinstein(스위스)
- 특별전시: 제9회 CQA 회원전, 제13회 한국아트퀼트전, 트래디셔널퀼트특별전, 나의 아틀리에, 퀼트가방작가전, EPM 국제콩쿠르 수상작 'Couleurs'
- 공모전: 대상 - He said, I love you(최은주) | 최우수상 - 그리워하는(김현아)

### 제 9회 한국퀼트페스티벌 | 2018년 6월 9일~12일 @ aT 센터(서울)
- 초대작가: 박영애, 김홍주, 노자와 노리코(일본), Babara Lange(독일)
- 특별전시: 제10회 CQA 회원전, 제14회 한국아트퀼트전, 나의 아틀리에, 퀼트가방기획전 'Reveal or Conceal', 한국+러시아+일본 라운드로빈프로젝트 'Flower', 대만퀼트작가교류전

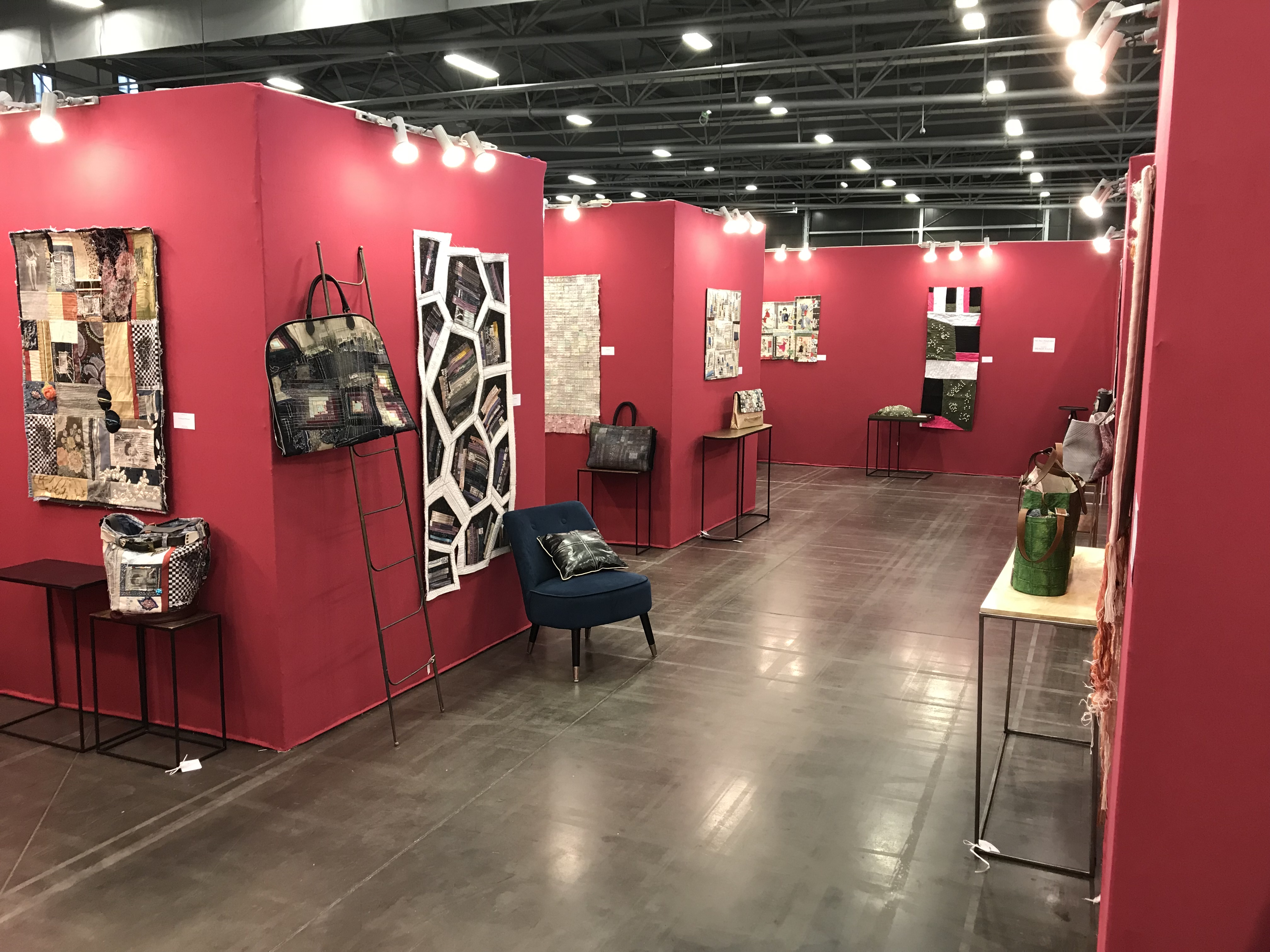
[Reveal or Conceal] 2019, 낭트, 프랑스

- 공모전: 대상 - '9 너머'(안은주)  |  최우수상 - '꿈'(현미경)

#### 한국&독일 퀼트협회 교류전 'Piece'd, Block'd' 순회전시 | 2019년 5월 31일~6월 2일 @ Patchworktage (딩켈스뷜^{독일})

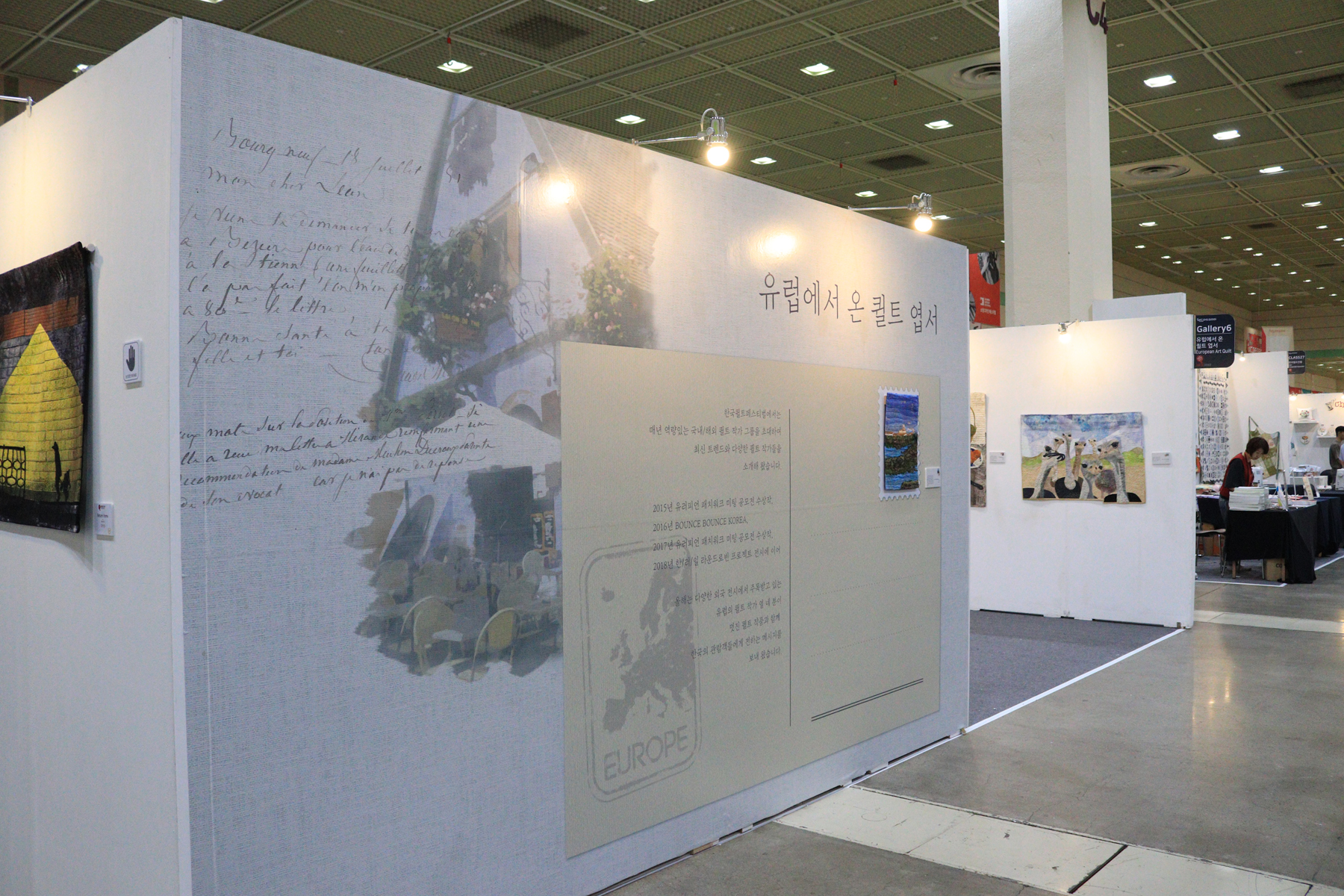
[유럽에서 온 퀼트엽서] 2019 한국퀼트페스티벌

### 제 10회 한국퀼트페스티벌 | 2019년 7월 25일~28일 @ COEX C홀 (서울)
- 초대작가: 고재숙, Suky Kim(호주)

- 특별전시: 제11회 CQA 회원전, 제15회 한국아트퀼트전, 나의 아틀리에, 한국&독일 퀼트협회 교류전 'Piece'd, Block'd', '유럽에서 온 퀼트 엽서'

### 제 11회 한국퀼트페스티벌 | 2020년 9월 18일~20일 @ COEX (서울)
- 공모전: 대상 - '도시, 다시 꿈꾸다'(남경숙)  | 심사위원특별상 - '편견' (라소영)  |  최우수상 '평화의 섬' (현미경)

#### 헤이리 퀼트 페스타 | 2021년 4월 28일~5월 11일 @ 아트센터 화이트블럭 (파주)
- 초대전: 김홍주와 봄나들이
- 특별전시: 한국아트퀼트전 회고전, 제 16회 한국아트퀼트전, 기획전 '퀼트, 素色을 그리다', 퀼트가방기획전 'Reveal or Conceal'

### 제 12회 한국퀼트페스티벌 | 2021년 10월 7일~9일 @ COEX (서울)
- 초대작가: 윤혜경, 한국퀼트연합, 한국국제퀼트협회
- 특별전시: 제12회+13회 CQA 회원전, 제17회 한국아트퀼트전, QFiK2015~2020 공모전 역대 대상 초대전
- 공모전: 대상 - '꿈 속의 꿈' (김지혜) | 최우수상 - 'Nostalgia III'(박윤숙)

#### 기획전 '퀼트, 素色을 그리다' 순회전시 I 2022년 8월 18일~21일, The Festival of Quilts @ NEC (버밍엄^{영국})

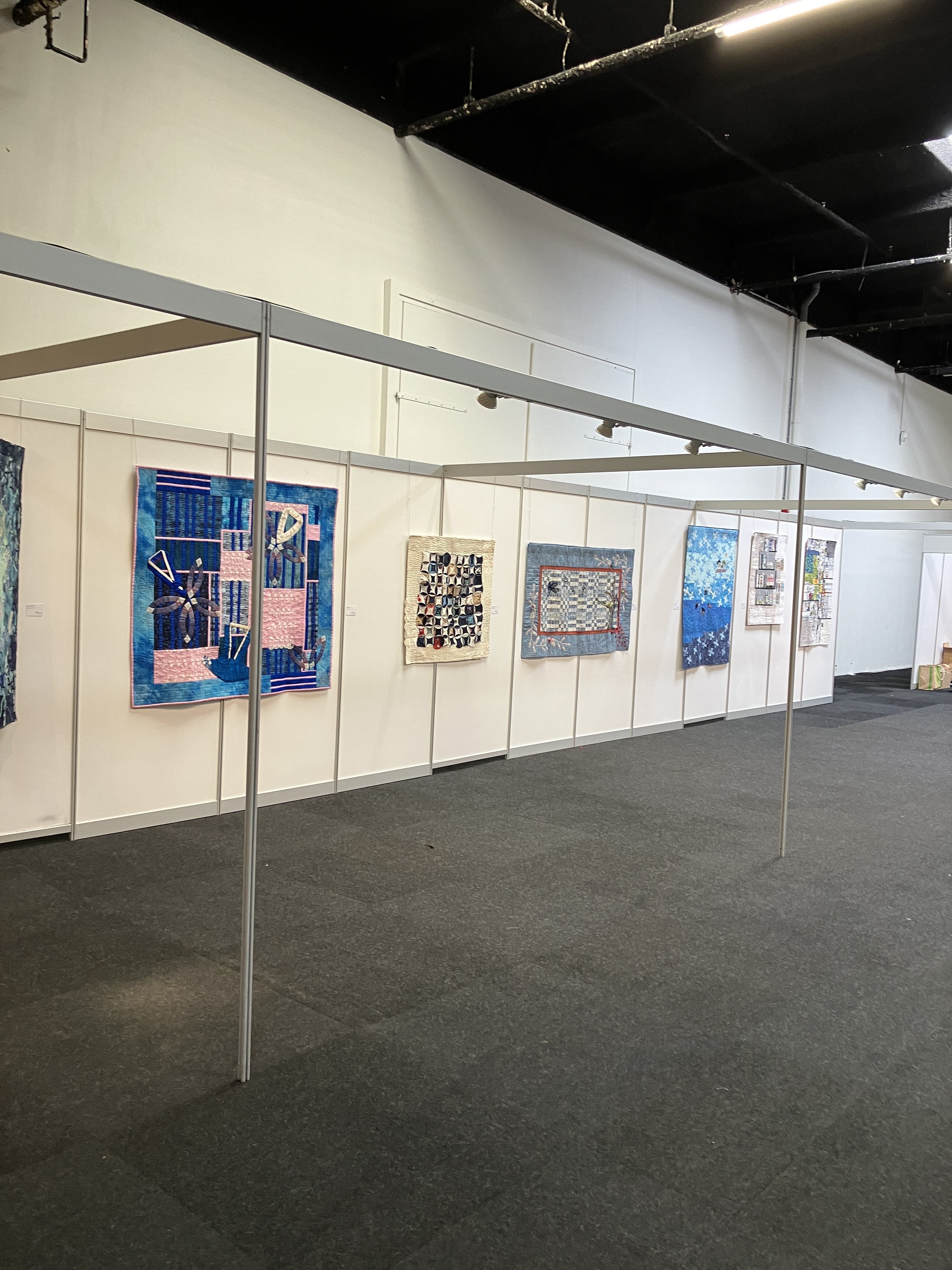
[Souvenirs] Patchwork & Quilt Dagen

#### 기획전 '박물관과 벼룩시장' 순회전시 I 2023년 4월 19일~22일, Salon pour l'Amour du Fil, @ Parc des Expositions (낭트^{프랑스})

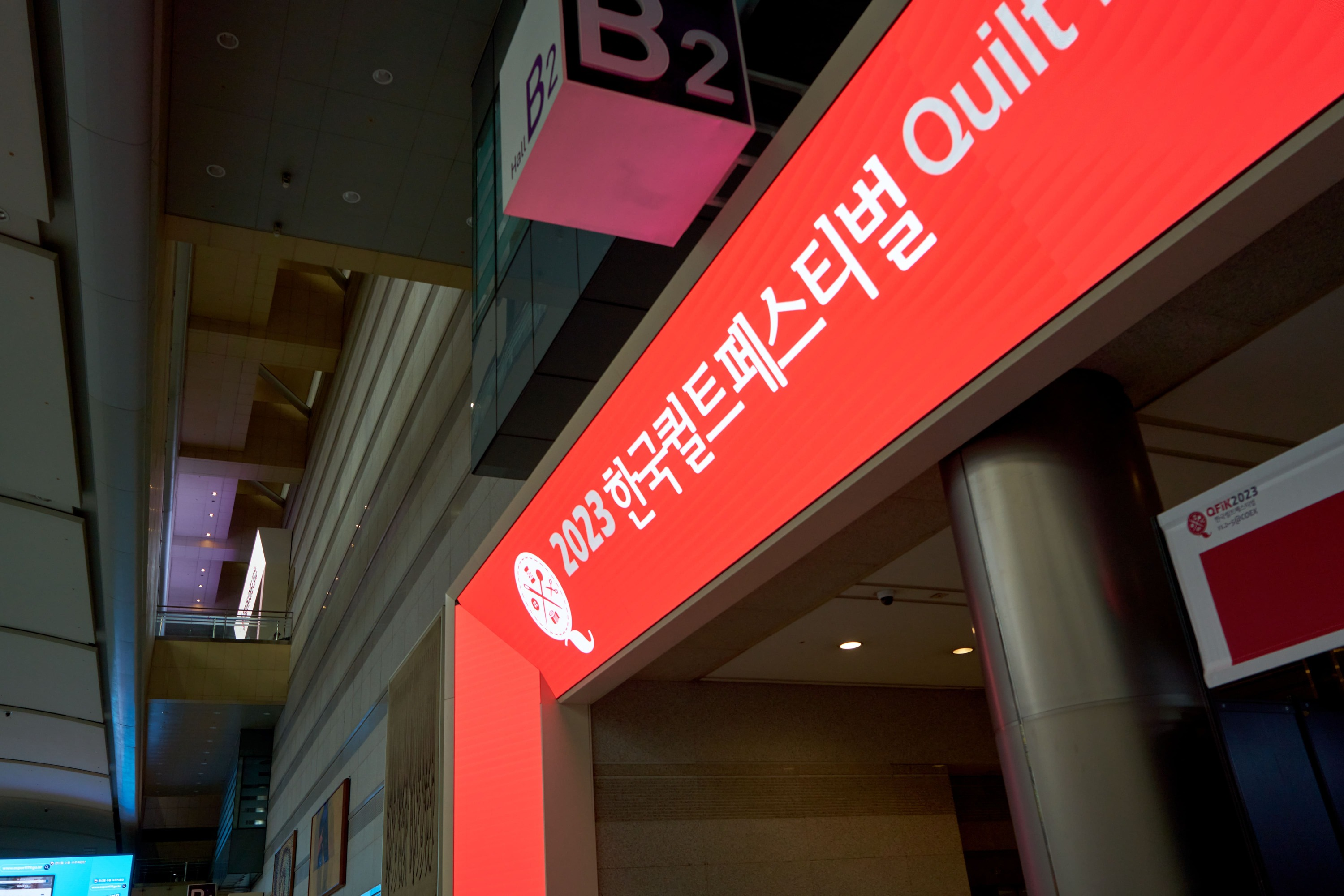
2023 한국퀼트페스티벌

### 제 13회 한국퀼트페스티벌 | 2022년 10월 6일~9일 @ COEX D2홀(서울)
- 초대작가: 우혜현, 신승혜, 이정숙, KOWAG
- 특별전시: 제14회 CQA 회원전, 제18회 한국아트퀼트전, 기획전 '박물관과 벼룩시장', 당텔 레이스 특별전, 퀼트가방기획전 'Reveal or Conceal', EPM 국제콩쿠르 본선진출작 'Au Fil du Contes', QFiK2015~2020 공모전 역대 최우수상 초대전
- 공모전: 대상 - '진혼곡' (안은주)  | 최우수상 - '봄향기'(채윤희), '또다른 즐거움'(이유진)

### 제 14회 한국퀼트페스티벌 | 2023년 11월 2일~5일 @ COEX B2홀 (서울)
- 초대작가: 中沢玲子(일본), 안은주, 안은숙, 이지원
- 특별전시: 카오하강 퀼트, SAQA 특별전 'Fur, Fangs, Feathers & Fins' 제15회 CQA 회원전, 제19회 한국아트퀼트전
- 공모전: 대상 - '욕망'(남경숙)  | 최우수상 - 'Nostalgia' (미노아카 팀), '담소'(김지혜)